# Erikssonopsis ericae
Erikssonopsis ericae — вид грибів, що належить до монотипового роду Erikssonopsis.